# Ruth Abernethy
Pour les articles homonymes, voir Abernethy.
Ruth Abernethy, née en 1960 à Lindsay, est une sculptrice canadienne. Ses œuvres incluent la statue d'Oscar Peterson au Centre national des Arts à Ottawa et celle de Glenn Gould au Canadian Broadcasting Centre. Elle écrit son autobiographie Life and Bronze: A Sculptor's Journal en 2016.

## Biographie

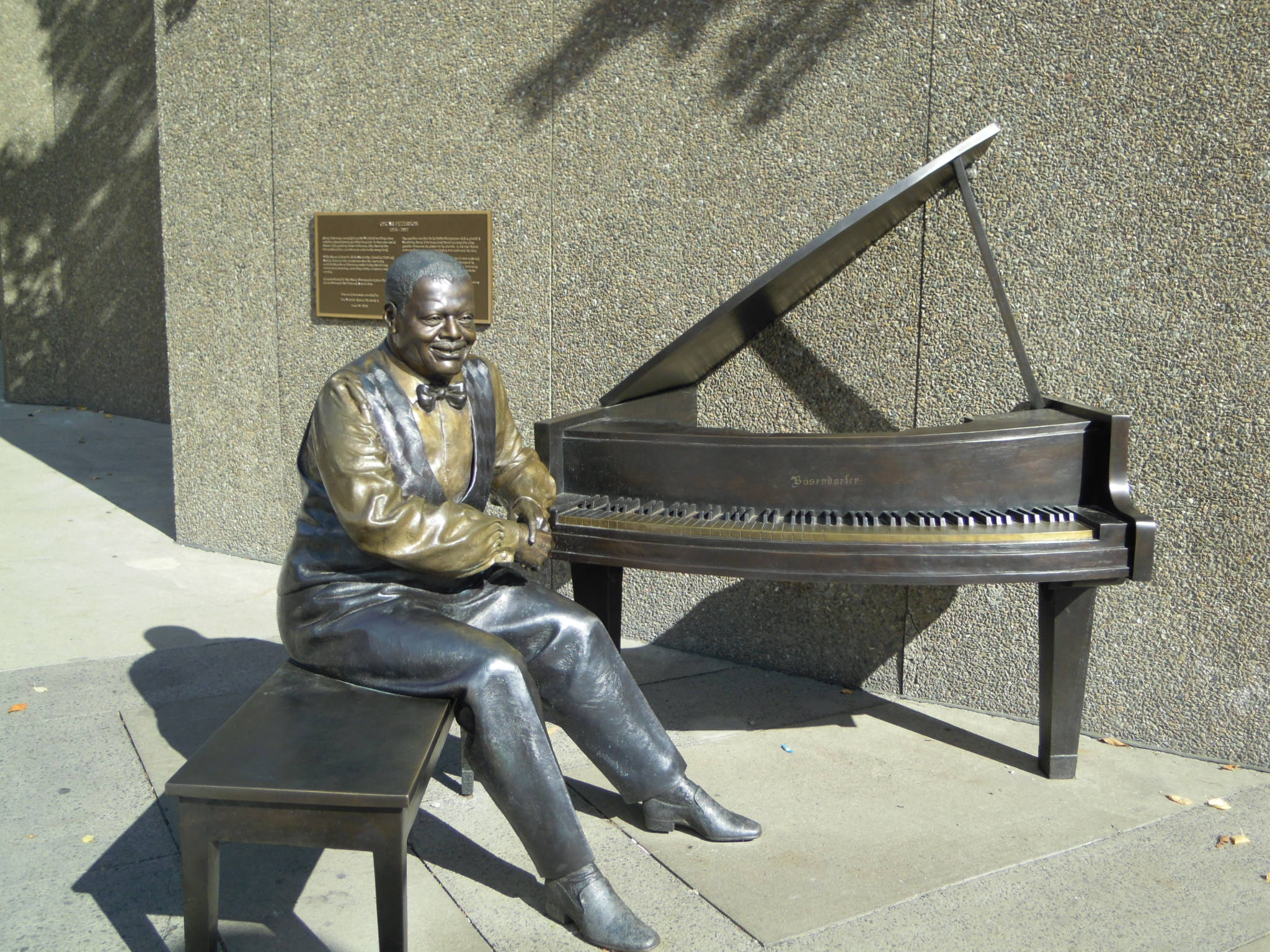
Statue d'Oscar Peterson à Ottawa par Abernethy.

Née en 1960, Abernethy est embauchée dans le théâtre professionnel à l'âge de 17 ans. Elle étudie par la suite au Malaspina College (en) à Nanaimo, en Colombie-Britannique. À 21 ans, elle devient cheffe accessoiriste au Royal Manitoba Theatre Centre (en), puis rejoint le festival de Stratford, où elle reçoit le prix Guthrie en 1981. Elle travaille subséquemment dans plusieurs théâtres canadiens, en plus du Louisville Ballet et du Ballet national du Canada. Elle reçoit une aide financière du gouvernement canadien pour poursuivre l'exploration des arts en Europe et au Japon en 1985.
En 2007, elle prend part à l'exposition en plein air Sculpture in Context aux Jardins botaniques nationaux d'Irlande (en) à Dublin, où elle expose une œuvre en acier inoxydable nommée One Basket. En 2016, elle publie son autobiographie Life and Bronze: A Sculptor's Journal, qui parle notamment de sa statue de Till et de McCulloch.

## Œuvres
Elle réalise la statue d'Oscar Peterson à Ottawa, inaugurée en présence de la Reine Élisabeth II et du Prince Philip le 30 juin 2010,. Elle est aussi l'auteure de la statue de Glenn Gould située devant les bureaux généraux de Radio-Canada, statue inspirée d'une photographie de Gould prise par Don Hunstein. Pour le 150e anniversaire du Canada et le 65e anniversaire de l'ascension au trône d'Élisabeth II en 2017, Abernethy réalise avec son assistante Cassandra Koch une statue de la Reine assise sur son trône, dévoilée au Queen's Park de Toronto.
En 2015 et en 2016, elle réalise deux portraits de John Alexander MacDonald, premier premier-ministre du Canada, une à Picton (en), et l'autre sur l'Allée des premiers ministres au Castle Kilbride à Baden (en). Le portrait avait été placé au début à l'Université Wilfrid-Laurier, mais avait été déplacé à cause du rôle qu'il aurait joué dans la création des pensionnats autochtones. La statue de MacDonald a été vandalisée en 2020 et a donc été retirée de l'Allée. La statue des découvreurs des cellules souches James Till (en) et Ernest McCulloch à Science World Vancouver a été réalisée par Abernethy en 2016. Une copie a été inaugurée en 2017 au MaRS Discovery District (en). Elle a aussi sculpté les bustes d'Abraham Lincoln, de John Hay et de John George Nicolay (en) pour la ville de Pittsfield, en Illinois.
Elle est nommée à l’Ordre du Canada en 2024.